# Steinsieks Mühle
Steinsieks Mühle war eine durch das Wasser des Jöllenbecker Mühlenbaches angetriebene Wassermühle im Bielefelder Ortsteil Brake, die heutige Adresse lautet Engersche Str. 273, 33729 Bielefeld. Historisch gehörte Steinsieks Mühle jedoch nicht zu Brake, sondern zur Bauerschaft Schildesche. Erst bei der Eingemeindung Schildesches nach Bielefeld im Jahre 1930 kam die außerhalb des Schildescher Ortskerns liegende Mühle zu Brake. 1973 wurde auch Brake nach Bielefeld eingemeindet, so dass Steinsieks Mühle sich jetzt auf Bielefelder Stadtgebiet befindet.

## Die Mühlenhistorie nach Überlieferung der Familie Müller Steinsiek
800 n. Chr. wurde die Technik, mit Wasserantrieb Mehl zu mahlen, von den Franken nach Schildesche gebracht. Man legte die Mahlstelle in einer steinigen Niederung (Siek) an, die nahe an dem Mühlenbach lag und nicht weit von den anderen Hofstätten entfernt war. Wahrscheinlich bildete sich so die Bezeichnung Mühle zum Steinsieke. Der Nachname Steinsiek tauchte das erste Mal um 1550 im Urbar (einer Abgabenliste für den Landesherrn) auf.

### Historische Quellen von 939 und 947 n. Chr.
Die erste urkundliche Eintragung über Frau Marswidis erfolgte im Jahr 939 n. Chr. Zu der Zeit spendete sie einen Teil ihres Besitzes für die Gründung des Damenstiftes in Schildesche. Einen Nachweis über die Existenz des Hofes Schildesche erbrachte die Urkunde von Kaiser Otto II., aus dem Jahre 947 n. Chr. Danach wurde eine Liste der Höfe angelegt, die Abgaben an das Stift zu leisten hatten. Steinsieks Mühle gehörte einst zum Hof Schildesche.

### 1550 Im Urbar wurde Müller Steinsiek urkundlich erwähnt

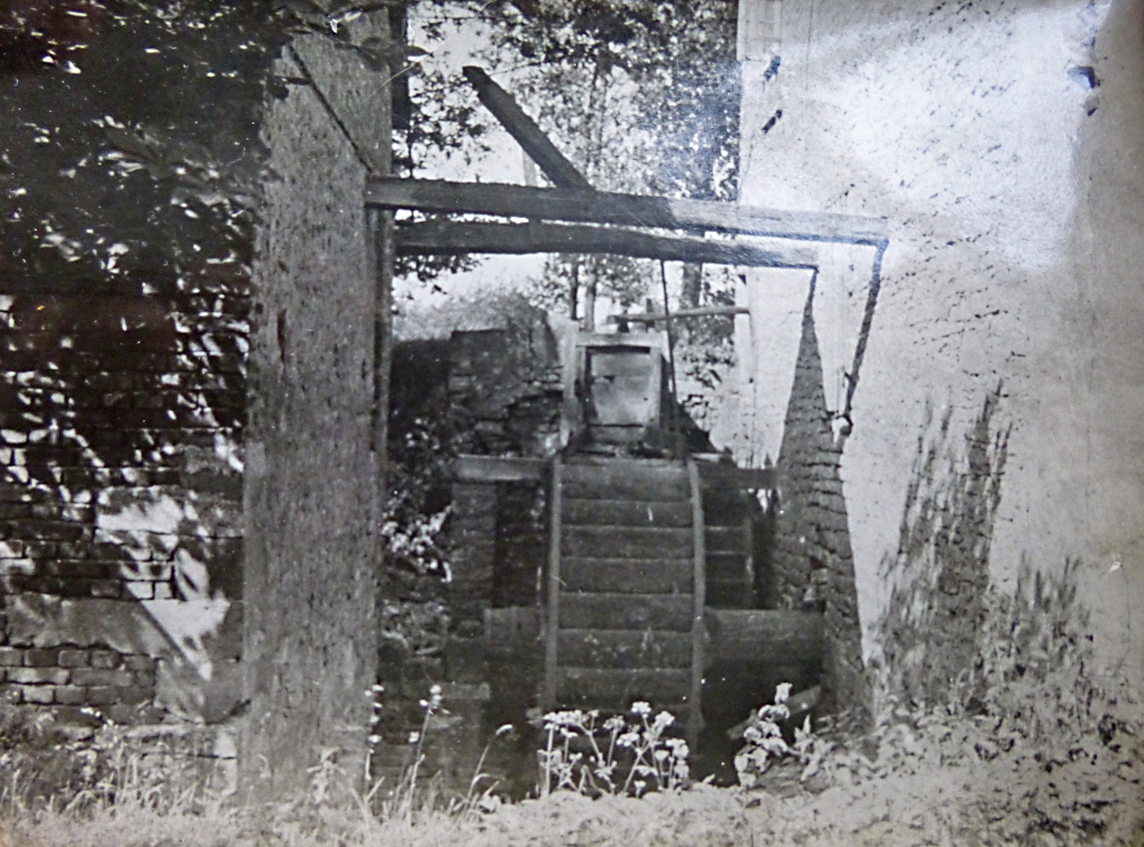
Wassermühlrad der Mühle Steinsiek um 1954

Erst um 1550 wurde Müller Steinsiek ins Urbar eingetragen. Das Urbar war ein Verzeichnis aller Hofstätten, deren Eigenbehörige  Abgaben an ihren Landesherrn zu leisten hatten.
Es wurde der Müller Reineke Steinsiek, als Betreiber der Mühle eingetragen. Er wohnte mit seiner Familie in der Mühle und hatte die Hausnummer 10 in der Bauerschaft Schildesche. Als Eigenbehöriger mit Frau und Kindern gehörte er zum Hof Meier zu Altenschildesche. Seine Abstammung vom Erbkötter Steinsiek Nr. 9 der Bauerschaft Schildesche, galt als sicher. Die Mühle befand sich in unmittelbarer Nähe der Höfe Meyer zu Altenschildesche, Höner zu Altenschildesche und Upmeyer zu Altenschildesche und bildete zusammen mit diesen Höfen und mehreren Kotten, den nördlich des Johannisbachs gelegenen Teil der Bauerschaft Schildesche.

### Eine Beschreibung der Mühle, wie sie um 1590 angelegt war
Die historische Quelle ist ein Brief, verfasst von Müller Steinsiek.
Das Grundstück, auf dem der Müller Johann Steinsiek seine Mühle um 1590 anlegte, kaufte er vom Meyer zu Altenschildesche. Das Land reichte für einen Rasenstich vor der Mühle und auch für einen kleinen Garten. Zusätzlich baute er auch ein Haus auf sein Grundstück. Zwei Wege führten zur Mühle. Ein Abzweig des Jöllebaches wurde mit einem Mühlendamm angelegt. Den Mühlendamm instand zu halten, war für den Müller ein großer Aufwand. Er benötigte dafür sehr viel Erde und somit Land.
Für die Nutzung der Wasserkraft des Mühlenbaches musste Müller Johann Steinsiek dem Landesherren jährlich einen Hornschen Gulden zahlen.
Um 1772 begann man das Ackerland neu aufzuteilen, um es profitabler bewirtschaften zu können. Auch der Müller war von dieser Neuaufteilung der sogenannten Gemeinheiten betroffen. Er erklärte, dass sein Vorfahre 1590 das Saatland vom Meier zu Altenschildesche gekauft hatte, und dieses wollte man ihm nicht zurückgeben. Deshalb schrieb er einen Beschwerdebrief um seine Forderung zu rechtfertigen. Später wurde die Mühle mit allen Rechten und Pflichten auf den Müller zurückübertragen.

### 1718 Die Einführung der Zwangsmühlen
Bei der Einführung des Mühlenzwangs durch den preußischen König Friedrich Wilhelm I. im Jahre 1718 wurden nicht nur die umliegenden Höfe der Mühlen, sondern auch ein großer Teil der südlich des Johannisbaches im Dorf Schildesche gelegenen Hofstätten sowie einige Braker Hofstätten der Steinsiekschen Mühle zugewiesen. Insgesamt gehörten nun 64 Hofstätten zum Einzugsbereich von Steinsieks Mühle, die dadurch zur größten Schildescher Mühle wurde.
1810 wurde der Mühlenzwang zwar wieder aufgehoben, die wirtschaftliche Basis von Steinsieks Mühle war aber dadurch nicht gefährdet, da die meisten der Bauern aus dem ehemaligen Mühlenbezirk ihr Korn auch weiterhin dort mahlen ließen.

## Nachwort
Das Mühlrad der Steinsiekschen Mühle wurde weiterhin durch Wasserkraft angetrieben und arbeitete erfolgreich bis 1954.
Die Müller Steinsieks vererbten die Mühle in strikter Linie immer an einen Sohn der Müllerfamilie weiter, so belegt es die Stammtafel der Müller zum Steinsiek. Es wurde aus der Familie überliefert, das es dem Müller Johann Steinsiek, geb. 1810, möglich war, den Hof Höner zu Eissen zu kaufen. Den bekam sein älterer Sohn, der nannte sich von da an Friedrich Wilhelm Steinsiek gen. Höner zu Eissen (geb.1855). Der jüngere Sohn erbte die Mühle und nannte sich Gottlieb Müller Steinsiek (geb.1857–1914). Gottlieb Müller Steinsiek war der letzte Müller, er vererbte die Mühle an seine Tochter Johanne Steinsiek (geb.1892).
Im Jahre 1914 musste die Mühle nach einem Brand wieder aufgebaut werden. Der Wiederaufbau dauerte bis 1918, da die Mühle auf die andere Seite der Jölle verlegt wurde. Johanne Steinsiek verpachtete die Mühle und weiterhin wurde dort Mehl gemahlen. Nach dem Tod der Müllerstochter im Jahre 1954 wurde die Mühle stillgelegt. Im Jahre 2000 entstand aus der geschichtsträchtigen Mühle zum Steinsiek, wie sie einst genannt wurde, ein modernes Wohnhaus. Passanten, die heute an dem Anwesen vorbeigehen, und über die 400-jährige Mühlengeschichte nicht informiert sind, können die ursprüngliche Nutzung als Wassermühle nicht mehr erkennen. Selbst das alte Mühlrad, als letzte Erinnerung an den Antrieb mit der Wasserkraft des Jöllebaches, ist zerfallen.